# Richard Broberg
Mens Olov Richard Broberg, född 5 december 1910 i Östmarks församling, död 5 mars 1988 i Vaksala församling, var en svensk arkivarie och språkforskare. Han var förste arkivarie vid Dialekt- och folkminnesarkivet i Uppsala där han bland annat hade stor betydelse för dokumentationen värmländska dialekter samt av skogsfinnarnas språk och kultur.
Broberg var son till föräldrar med skogsfinsk bakgrund och växte upp i Fryksdalens finnbygd. Hans far var en av de sista skogsfinnar som ännu behärskade det finska språket. Efter studentexamen i Karlstad studerade han biologi i Uppsala, men sadlade efter några år om till humaniora och nordiska språk för att ta en magisterexamen 1940. Han tog också en licentiatexamen i folkminnesforskning 1944. Han anställdes 1939 som amanuens på Dialekt- och folkminnesarkivet, där han stannade fram till pensioneringen 1976. Han utsågs till förste arkivarie och chef för folkminnesavdelningen vid arkivet 1958.

## Forskning
Broberg gjorde under sin mest aktiva period regelbundna uppteckningsresor i Värmland varje sommar. Där samlade han in berättelser och språkprover från hela landskapet. Forskningen dokumenteras i boken ”Språk- och kulturgränser i Värmland: en översikt och några synpunkter”, som publicerades 1973. Där delar Broberg in landskapets dialekter i åtta olika grupper efter förekomsten av karaktäristiska ändelser och språkljud.

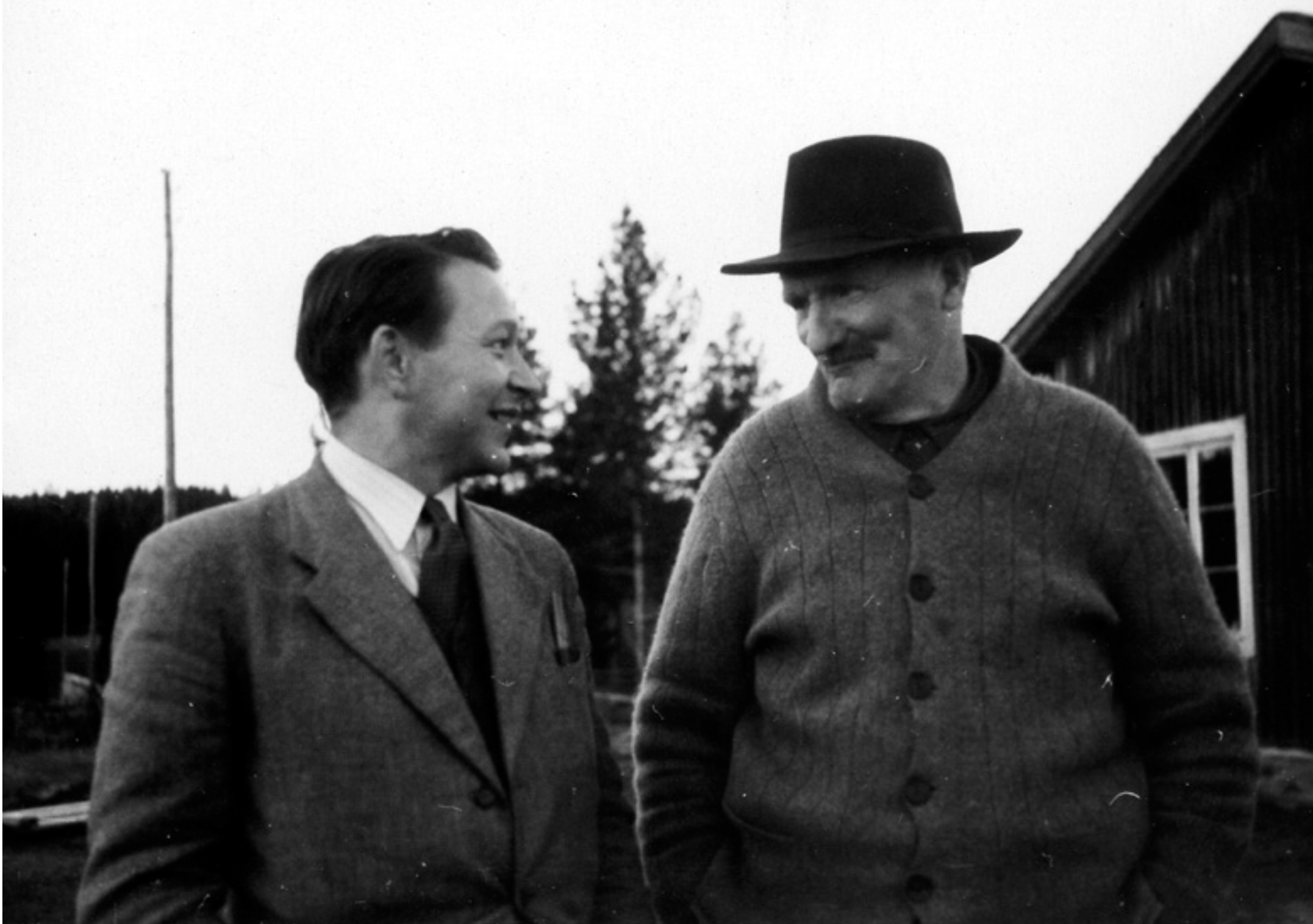
Broberg (vänster) i samspråk med "Harjo-Nils" Nils Nilsson i Röjdåfors, Östmark under en av Brobergs insamlingsresor.

En annan viktig del av Brobergs arbete var att dokumentera den skogsfinska kulturen i Värmland. Tillsammans med forskarkollegorna Julius Mägiste och Sigurd Bograng besökte han 1948 nära samtliga 40–50 personer i Värmland med skogsfinsk härstamning som ännu behärskade det finska språket. Broberg genomförde även historisk forskning i arkiv, och kunde visa att den finska invandringen hade startat flera hundra år tidigare än vad som tidigare varit känt. Han dokumenterade den skogsfinska kulturen fotografiskt och hans fotografier finns bevarade på Torsby Finnskogscentrum i Lekvattnet.

## Utmärkelser
För sina insatser utsågs Broberg 1970 till riddare av Nordstjärneorden. Han promoverades till hedersdoktor vid Uppsala universitet 1973.